# Кучукян, Арман Тагворович
Арман Тагворович Кучукян (арм. Արման Թաղվարի Քուչուկյան; 1932—2020) — советский и армянский конструктор, учёный в области разработки ЭВМ, доктор технических наук, профессор, член-корреспондент АН АрмССР (1986), действительный член АН Армении (1996). Лауреат Ленинской премии (1983) и двух Государственных премий Армянской ССР (1974, 1976). Заслуженный деятель науки и техники Армянской ССР (1981). Почётный гражданин Еревана (1986).

## Биография
Родился 11 декабря 1932 года в Софии, Болгария.
С 1952 по 1957 год обучался на техническом факультете Ереванского государственного университета, который окончил с отличием. С 1957 по 1960 год обучался в аспирантуре этого университета.
С 1960 года на научно-исследовательской работе в Ереванском научно-исследовательском институте математических машин в качестве научного, старшего научного и ведущего научного сотрудника, заместителя директора этого научного института по научной работе, А. Т. Кучукян являлся главным конструктором объединённой системы электронно-вычислительных машин этого института.
Под руководством Армана Кучукяна на основе ЭВМ Раздан-3 была создана ЭВМ «Маршрут-1», которая легла в основу всесоюзной системы автоматизации продаж железнодорожных билетов АСУ «Экспресс».
В 1979 году под его научным руководством был создан первый в Советском Союзе матричный процессор ЕС ЭВМ-2345.
Одновременно с научной занимался и педагогической работой в Ереванском политехническом институте в качестве преподавателя и профессора.

### Научно-педагогическая деятельность и вклад в науку
Основная научно-педагогическая деятельность А. Т. Кучукяна была связана с вопросами в области разработки и внедрения информационных систем и программ  третьего поколения электронно-вычислительных машин, разработки автоматизированных и информационных систем управления  электронно-вычислительных машин. А. Т. Кучукян занимался разработкой и внедрением  системных программ «MIDAS», «Аракс» и «Парос».
В 1960 году защитил кандидатскую диссертацию, в 1979 году защитил докторскую диссертацию на соискание учёной степени доктор технических наук. В 1987 году ВАК СССР ему было присвоено учёное звание профессор. В 1986 году он был избран член-корреспондентом АН АрмССР, в 1996 году — действительным членом НАН Армении.  А. Т. Кучукяном было написано более пятидесяти семи научных работ в том числе  монографий и научных статей опубликованы в ведущих научных журналах.

## Награды, звания и премии
- Орден Трудового Красного Знамени
- Медаль «За заслуги перед Отечеством» I степени (2013)[6]
- Ленинская премия (1983 — «за разработку и организацию серийного производства и внедрение в народное хозяйство и оборону страны ЕС ЭВМ»)
- Две Государственные премии Армянской ССР (1974, 1976)
- Заслуженный деятель науки и техники Армянской ССР (1981)
- Почётный гражданин Еревана (1986)[4][5][7]